# 台灣寬頻
台灣寬頻通訊顧問股份有限公司，簡稱台灣寬頻數位、台灣寬頻、TBC，是台灣的一家有線電視多系統業者（MSO）及網際網路供應商（ISP）。
2022年与「大丰媒体」旗下公司「大豐有線電視」（大丰电）联手，对外统一品牌“大大宽频”。

## 事件
2021年1月，前時代力量黨主席黃國昌爆料，富邦集團蔡明忠投資TBC，涉及TBC集團之人事任免與營運決定爭議。

### 下架八大第一台、八大综合台、Discovery探索频道和TVBS欢乐台
2025年8月6日，TBC无预警下架四個頻道，包括Discovery探索频道、八大第一台、八大综合台和TVBS欢乐台，并以付费频道区新频道替换，此舉將影響用戶多個地區的用戶，TBC聲稱變更原因為「原頻道代理商未授權續播」，但頻道代理商中嘉集團指控，TBC積欠授權費3.45億且未經協商即斷訊。
随后中嘉数位发表声明表示，針對TBC（台灣寬頻通訊）6日突襲下架中嘉集團旗下全球數位媒體公司所代理的Discovery、八大第一台、八大綜合台與TVBS歡樂台四頻道，TBC積欠3.45億元授權費，中嘉是商業事件下受害者，但把收視戶權益放在第一優先考量，從未斷訊，今日突襲是斷訊事件，是TBC單方面所為，未經任何商業協商。

## MSO經營區域
桃園市
南桃園有線電視：中壢區、平鎮區、觀音區、新屋區、楊梅區、龍潭區、大溪區、復興區
新竹縣（全區）
北視有線電視：竹北市、竹東鎮、湖口鄉、新豐鄉、新埔鎮、關西鎮、芎林鄉、寶山鄉、北埔鄉、峨眉鄉、橫山鄉、尖石鄉、五峰鄉
苗栗縣（全區）
信和有線電視：頭份市、竹南鎮、三灣鄉、造橋鄉、南庄鄉
吉元有線電視：後龍鎮、頭屋鄉、苗栗市、西湖鄉、通霄鎮、苑裡鎮、三義鄉、卓蘭鎮、泰安鄉、獅潭鄉、大湖鄉、公館鄉、銅鑼鄉
臺中市
群健有線電視：東區、西區、南區、北區、中區、西屯區、南屯區、北屯區

## 外部連結
TBC台灣寬頻通訊 （页面存档备份，存于）